# ケララヤマガメ
ケララヤマガメ（Vijayachelys silvatica）は、爬虫綱カメ目イシガメ科ケララヤマガメ属に分類されるカメ。本種のみでケララヤマガメ属を構成する。別名モリヤマガメ。

## 分布
インド南西部
（カルナータカ州南部、ケーララ州東部、タミル・ナードゥ州南部の西ガーツ山脈南部）固有種
英名Cochinはケーララ州の州都コーチの古名。

## 形態
最大甲長13.1センチメートル。オスよりもメスの方が大型になり、オスは最大甲長12.5センチメートル。背甲はやや扁平か、ややドーム状に盛り上がる。項甲板はやや小型か小型。椎甲板と肋甲板には筋状の盛りあがり（キール）がある。縁甲板はごく弱く鋸状に尖るが、老齢個体では滑らかになる。背甲の色彩は赤褐色や橙褐色、暗褐色、黒で、不明瞭で細かい暗色斑以外には斑紋が入らない（孵化直後からある甲板＜初生甲板＞が明色な個体もいる）。
背甲と腹甲の継ぎ目（橋）には小型の腋下甲板と鼠蹊甲板があり、鼠蹊甲板は痕跡的か鼠蹊甲板がない個体もいる。橋には暗色斑が入る個体が多いが、不明瞭であったり消失する個体もいる。
橋や腹甲の色彩は淡黄色や淡黄褐色、淡橙色で、甲板の継ぎ目はやや暗色になる。
頭部は中型。上顎の先端は鉤状に尖る。咬合面は狭く、畝や突起がない。頭部や頸部の色彩は褐色や灰褐色、暗褐色で、赤や橙色、ピンク色の斑点が入る。顎を覆う角質（嘴）の色彩は黄色や橙色。四肢や尾の色彩は灰褐色や淡褐色。
長径4.4-4.5センチメートル、短径2.3-2.4センチメートルの卵を産んだ例がある。
オスの成体は腹甲の中央部がやや凹み、尾が太くて長く尾をまっすぐに伸ばした状態では総排泄孔の大部分が背甲の外側にある。オスの成体は虹彩が濃橙色や赤で、明色部が大きく嘴も含めた頭部全体が赤や橙色になる個体もいる。
メスは腹甲の中央部が平坦かわずかに突出し、尾が細くて短く尾をまっすぐに伸ばした状態でも総排泄孔全体が背甲よりも内側にある。背甲後部と腹甲後部の結合が骨質から靭帯による結合に変わり、腹甲に可動性がある。これにより大型の卵が産みやすくなると考えられている。幼体やメスは虹彩が白や淡橙色。

## 分類
1911年に初めて発見されて1912年に採集された2個体を基に記載されてから、1982年まで採集例がなかった。属名Vijayachelysは「Vijayaのカメ」の意で、1982年に本種を再発見し調査を行ったJaganath Vijayaへの献名。記載時にはヤマガメ属とされていたが、1964年にヤマガメ属が細分化された際には採集例がなかったため内部形態が精査されず、オオヤマガメ属とされたこともあった。1982年の再発見後は形態からヤマガメ属に戻された。核DNAやミトコンドリアDNAの分子系統学的解析からイシガメ科内ではクロヤマガメと単系統群を形成すると推定されたが、形態的な差異が大きいため独立属として分割された。

## 生態
標高300-450メートルにある常緑広葉樹林や落葉広葉樹林に生息する。種小名silvaticaは「森に住むもの」の意で、英名のcaneは籐の意。陸棲。薄明薄暮性あるいは夜行性で、昼間は倒木や木の根元、岩の隙間、落ち葉などに潜って休む。
食性は雑食で、昆虫、多足類、陸棲の巻貝、植物の葉などを食べ、飼育下では果実も食べた例もある。
繁殖形態は卵生。10-11月に卵を産む。飼育下では1回に2個の卵を産んだ例もある。

## 人間との関係
生息地では食用とされることもある。
森林伐採や野火、山火事、農地開発による生息地の破壊により生息数は減少している。インドでは法的に採集（一部の現地民族による自家採集を除く）、学術目的を除いた飼育、州間の移動や輸出が禁止されている。2013年にワシントン条約附属書IIに掲載された。